# Прут (минный заградитель)
«Прут» («Москва») — минный заградитель Российского Императорского флота, бывший почтово-пассажирский пароход Добровольного флота и учебное судно.

## Строительство
Бывший английский пароход «Kinfauns Castle», построенный в 1879 году судостроительной компанией John Elder & Co по заказу судовладельца D. Currie. 21 февраля 1884 года приобретён Добровольным флотом и вступил в строй под названием «Москва». 
19 июня 1895 г. признан несоответствующим коммерческим требованиям Доброфлота и продан Морскому ведомству за сумму 380 тыс. рублей. 
24 июня 1895 г. зачислен в состав Черноморского флота под названием «Прут» в качестве учебного судна. В 1909 году переоборудован в минный заградитель и перечислен в новый класс 19 ноября 1909 г..

## Служба
19 июля 1905 года на «Пруте» вспыхнуло восстание матросов во главе с матросом-большевиком А. И. Петровым. «Прут» пошёл в Одессу, чтобы присоединиться к броненосцу «Потёмкин», но его там не застал. Под красным флагом судно направилось в Севастополь, чтобы попытаться поднять восстание на других кораблях эскадры. Корабль был встречен двумя миноносцами и отконвоирован в базу, где 42 члена экипажа были арестованы. 
После подавления восстания «Прут» некоторое время использовался в качестве плавучей тюрьмы в Севастополе.
Севастопольская побудка
15 (28) октября 1914 года «Прут» был отправлен из Севастополя в Ялту для переброски находившегося там пехотного батальона в Севастополь, однако около полуночи, ещё не дойдя до Ялты, он получил приказ возвращаться и подготовиться к постановке мин. На следующий день, 29 октября, «Прут»  и три патрульных эсминца 4-го дивизиона под командованием капитана 1-го ранга князя В. В. Трубецкого (которые имели задачу поддержать «Прут» в случае появления неприятеля) встретили в море недалеко от Севастополя  германский (османский) линейный крейсер «Гёбен».
Эсминцы пытались прикрыть «Прут» и провести торпедную атаку, но «Гёбен» отогнал их огнём 150-мм артиллерии; головной эсминец «Лейтенант Пущин» получил сильные повреждения от трёх прямых попаданий 150-мм снарядов, однако сумел дойти до Севастополя (потери его экипажа составили 5 убитых и 2 пропавших без вести, и 12 раненых). «Гёбен» обстрелял «Прут» и поджёг его. Не имея возможности скрыться от превосходящего неприятеля, командир «Прута» капитан 2-го ранга Г. А. Быков приказал готовить корабль к затоплению; команда открыла кингстоны и начала высаживаться на шлюпки.
«Гёбен» и один из сопровождавших его эсминцев некоторое время обстреливали тонущий минный заградитель. 
Когда судно стало погружаться, судовый священник иеромонах Антоний (Смирнов) уступил своё место на шлюпке матросу, а сам с тонущего корабля благословлял отплывающих матросов; погиб вместе с кораблём, за этот подвиг иеромонах Антоний был посмертно награждён орденом св. Георгия 4-й степени.
В 8:40 «Прут» скрылся под водой. Из числа его команды погибли 30 человек, большинство экипажа (около 145 человек) спаслось на шлюпках, турецкие эсминцы взяли в плен 76 человек, включая командира корабля, и передали их на «Гёбен».

Памятник матросам, расстрелянным за участие в восстании на минзаге «Прут», на кладбище Коммунаров в Севастополе.

## Командиры
- 11.08.1897 — 12.10.1899 — капитан 2-го ранга Сарнавский, Владимир Симонович
- 17.07.1900 — 01.01.1901 — капитан 2-го ранга Бострем, Иван Фёдорович
- 01.01.1901 — хх.хх.1901 — капитан 2-го ранга Мязговский, Александр Иванович
- 21.07.1903 — 05.08.1905 — капитан 2-го ранга Барановский, Александр Петрович
- 27.02.1906 — 31.12.1907 — капитан 2-го ранга Дитерихс, Владимир Константинович
- 31.12.1907 — 03.03.1908 — капитан 2-го ранга Бурхановский, Виктор Захарович
- 03.03.1908 — хх.хх.1908 — капитан 2-го ранга Веселовский, Владимир Васильевич
- хх.хх.1908 — 25.03.1912 — капитан 2-го ранга Подушкин, Михаил Семёнович
- 22.04.1913 — 16.10.1914 — капитан 2-го ранга Быков, Георгий Александрович